# Trochosa pseudofurva
Trochosa pseudofurva là một loài nhện trong họ Lycosidae.
Loài này thuộc chi Trochosa. Trochosa pseudofurva được Embrik Strand miêu tả năm 1906.